# Asedio de Deventer (1591)
El asedio de Deventer fue un asedio que recibió la ciudad entre el 1 y el 10 de junio de 1591, en el marco de la Guerra de los Ochenta Años por tropas holandesas e inglesas dirigidas por Mauricio de Nassau en un intento de recuperarla de la guarnición española, comandada por Herman van den Bergh en nombre de los españoles.

## Antecedentes
La ciudad había sido capturada por primera vez por los Estados Generales en 1578, pero fue recuperada por los españoles, después de la "traición" hecha el 29 de enero de 1587 por el gobernador inglés William Stanley (llamado por los españoles Guillermo Estanley), que era católico.
Después de la captura de Zutphen, que se rindió el 30 de mayo de 1591, Mauricio de Nassau con su ejército anglo holandés marchó hacia Deventer en la margen derecha del río IJssel. Mauricio contaba con 9000 soldados de infantería y 1200 de caballería y la mitad de esta fuerza provenía de las islas británicas: catorce compañías inglesas bajo el mando de sir Francis Vere y las diez compañías escocesas encabezadas por el coronel William Balfour.

## El sitio
El 1 de junio, la fuerza anglo holandesa rodeó la ciudad y comenzó a atrincherarse. Ocho días más tarde se produjo una brecha y Maurice permitió que los ingleses hicieran honor al asalto. Cuando atacaron, cruzaron un puente de barcos pero descubrieron que era demasiado corto, no pudieron avanzar más y se retiraron después de sufrir algunas pérdidas.
Mauricio de Nassau estaba deseoso de abandonar el sitio por temor a la llegada de un ejército español de socorro. Vere lo convenció de persistir y la misma noche la guarnición española salió para destruir el puente, pero fueron rechazados por los lanceros ingleses.

El 10 de junio, Van Den Burgh, al ser herido, se dio cuenta de que no recibía ayuda, así que él y la ciudad capitularon: la guarnición se marchó al día siguiente.

## Consecuencias
Para los ingleses, la captura de Zutphen y Deventer fue importante para recuperar las pérdidas causadas por la confianza equivocada que el Conde de Leicester había depositado en los traidores William Stanley y Rowland York.
Mauricio de Nassau decidió ir a Groninga en poder de Francisco Verdugo, pero le llegaron informes de que el duque de Parma se estaba preparando para avanzar y reforzar ese lugar con 20 000 hombres al darse cuenta de que sería superado en número se retiró al norte, marchó a Delfzijl y tomó el lugar el 2 de julio.